# I Never Met the Dead Man
I Never Met the Dead Man is de tweede aflevering van de Amerikaanse animatieserie Family Guy. Deze aflevering werd aldaar voor het eerst uitgezonden op 11 april 1999.

## Verhaal
Peter is verslaafd aan de tv en heeft geen tijd meer voor zijn familie. Zijn dochter Megan of beter gezegd Meg wil graag rijles van haar vader, maar die heeft het te druk met zijn tv. Uiteindelijk gaat hij haar toch rijles geven. Zonder succes, ze zakt. Peter rijdt terug naar huis en belandt tegen de schotel die de hele stad van televisie voorziet. Hij geeft Meg de schuld en iedereen keert zich tegen haar. Peter probeert zichzelf dan maar te vermaken en doet alsof alles wat hij ziet op tv is. Totdat hij doorkrijgt dat het leven zonder televisie ook leuk kan zijn. Meg haalt haar rijbewijs en Peter kijkt weer tv, maar heeft nu meer tijd voor zijn gezin.

## Opmerkingen
- De scène waarin de nieuwslezers Tom and Diane niet meer op het net zijn (maar later ontdekken dat ze nog wel in Boston te zien zijn) zou eerst geschrapt worden, omdat Tom zei: "I'm the Lord Jesus Christ" (but not "I think I'll get drunk and beat up some midgets") en vervolgt door Diane: "Well, Tom, I just plain don't like black people."